# Vyšný Hrušov
Vyšný Hrušov je obec na Slovensku v okrese Humenné v Prešovském kraji. Žije zde 486 obyvatel.
První písemná zmínka pochází z roku 1543. Nachází se zde římskokatolický kostel svatého Petra a Pavla.